# 쉬운성경
쉬운성경은 아가페출판사에서 편찬한 한글 성경으로 하십시오체 또는 합쇼체 즉, 하십시오, 합니다로 끝나는 높임말 문체를 최초로 사용한 한글 번역성경이다. 예수님이 십자가에서 처형될 때에 유대인들의 왕 예수(라틴어:Rex Iudaeorum, Iesus(Jesus))를 라틴어, 헬라어, 히브리어로 쓴 팻말을 붙였다는 누가복음서 23장 38절에 나오는 예수의 수난과 죽음이야기를 쓸 때에는 라틴어를 로마 글자로 쉽게 풀어서 쓰는 등 독자를 배려해서 썼다. 

## 번역자
쉬운성경의 번역자는 다음과 같다. 
- 유재원, 창세기-여호수아
- 한정건, 사사기-열왕기하
- 손석태, 역대상-에스더
- 최종태, 욥기, 잠언-아가
- 류호준, 시편, 에스겔
- 김경래, 이사야-예레미야 애가
- 김의원. 다니엘-말라기
- 이국진 (목사), 마태복음-누가복음
- 오광만, 요한복음-고린도후서
- 박형용, 갈라디아서-요한계시록

국어 감수는 정길남이 맡았다.